# RazorUSA
 (octobre 2019).
 (octobre 2019).
RazorUSA, également connue sous le nom de Razor, est une société américaine fondée en 2000 par Carlton Calvin. Elle se spécialise dans la commercialisation de trotinettes à pied et électrique.

## Activités
Razor fabrique et commercialise différentes trottinettes (à pied ou électriques), et des quads. Elle fait également fabriquer sous licence par Kent des skateboards, et des vélos.